# شهرستان وارن (اوهایو)
شهرستان وارن، اوهایو (به انگلیسی: Warren County, Ohio) یک سکونتگاه مسکونی در ایالات متحده آمریکا است که در اوهایو واقع شده‌است.